# Stratégie numérique
 (avril 2017).
Si vous disposez d'ouvrages ou d'articles de référence ou si vous connaissez des sites web de qualité traitant du thème abordé ici, merci de compléter l'article en donnant les références utiles à sa vérifiabilité et en les liant à la section « Notes et références ».
La stratégie numérique, appelée aussi stratégie digitale, est une technique qui consiste à identifier les outils numériques, élaborer un plan stratégique et de poser des actions permettant à une personne ou une entreprise d'atteindre ses objectifs marketing et objectifs business.
Ces outils qui peuvent être très variés : mise en place d'un site internet, rédaction de contenu Web de qualité, création d'applications mobiles, marketing électronique (campagnes médias numériques, utilisation des plateformes sociales et d'influenceurs pour faire le buzz sur les réseaux sociaux)...